# Gemünden (Wohra)

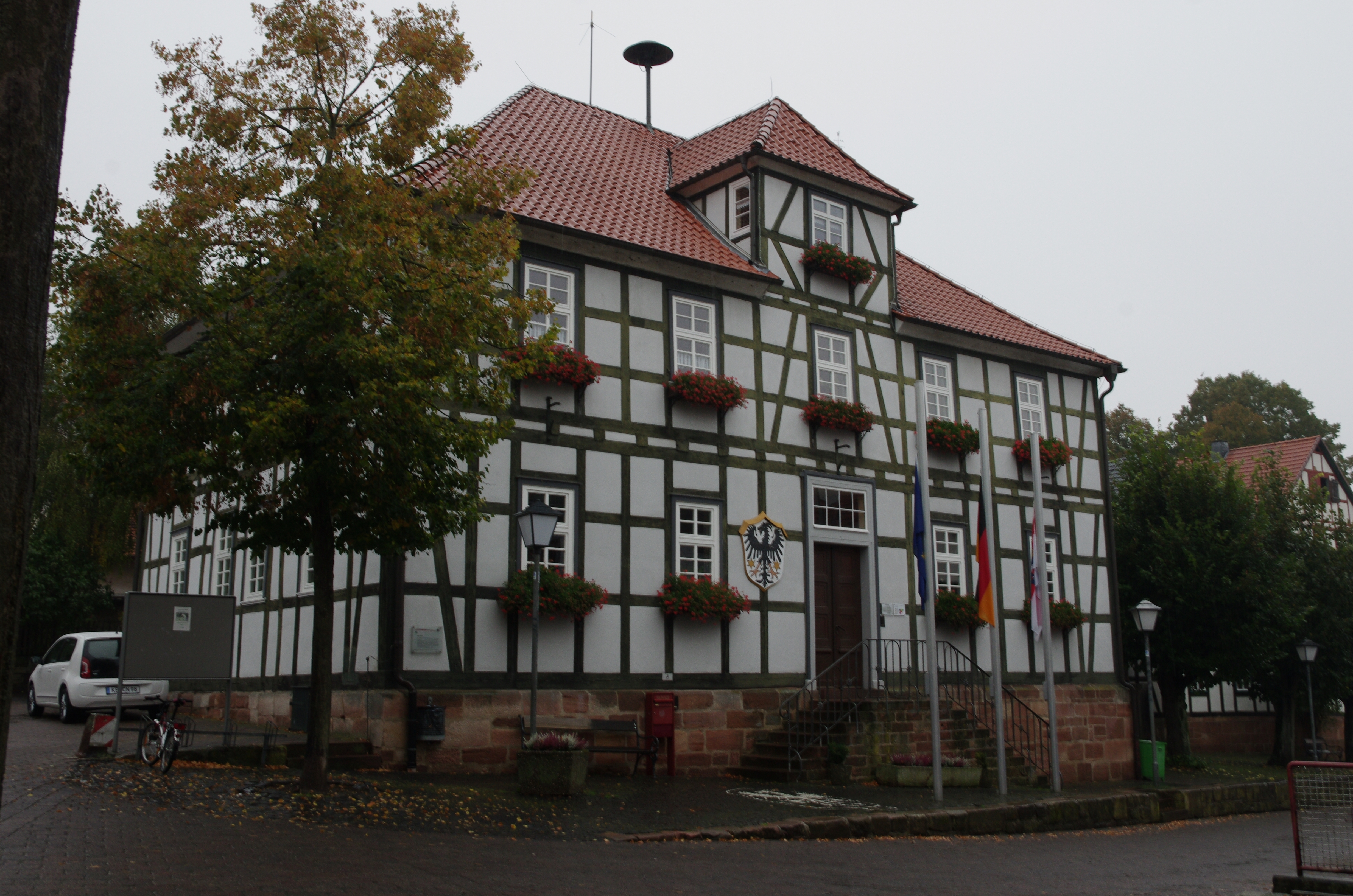
Raadshuis

Gemünden is een gemeente in de Duitse deelstaat Hessen, en maakt deel uit van de Landkreis Waldeck-Frankenberg.
Gemünden telt 3.855 inwoners.
Allendorf (Eder) ·
Bad Arolsen ·
Bad Wildungen ·
Battenberg (Eder) ·
Bromskirchen ·
Burgwald ·
Diemelsee ·
Diemelstadt ·
Edertal ·
Frankenau ·
Frankenberg (Eder) ·
Gemünden (Wohra) ·
Haina (Kloster) ·
Hatzfeld (Eder) ·
Korbach ·
Lichtenfels ·
Rosenthal ·
Twistetal ·
Vöhl ·
Volkmarsen ·
Waldeck ·
Willingen (Upland)